# Feder

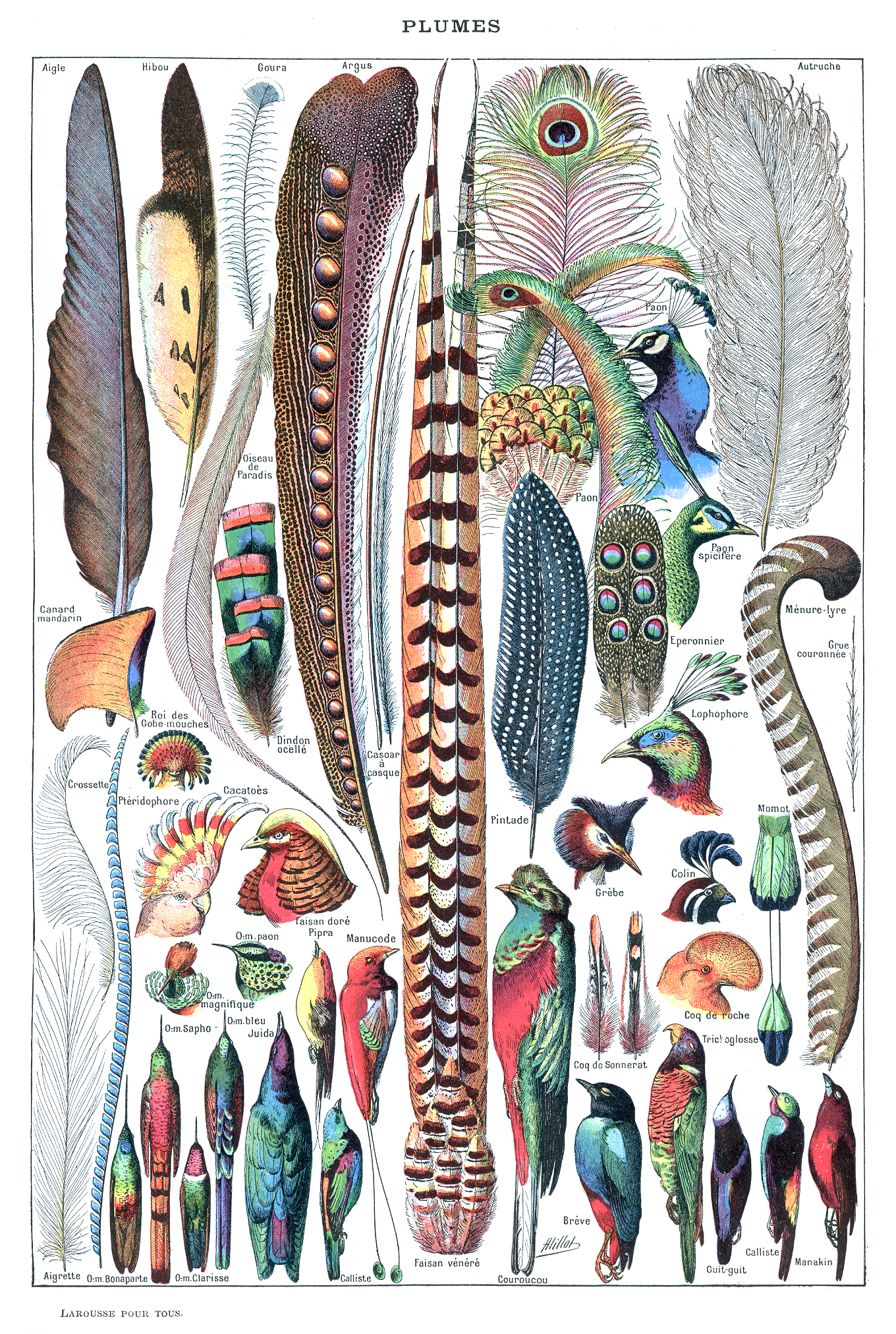
Vogelfedern

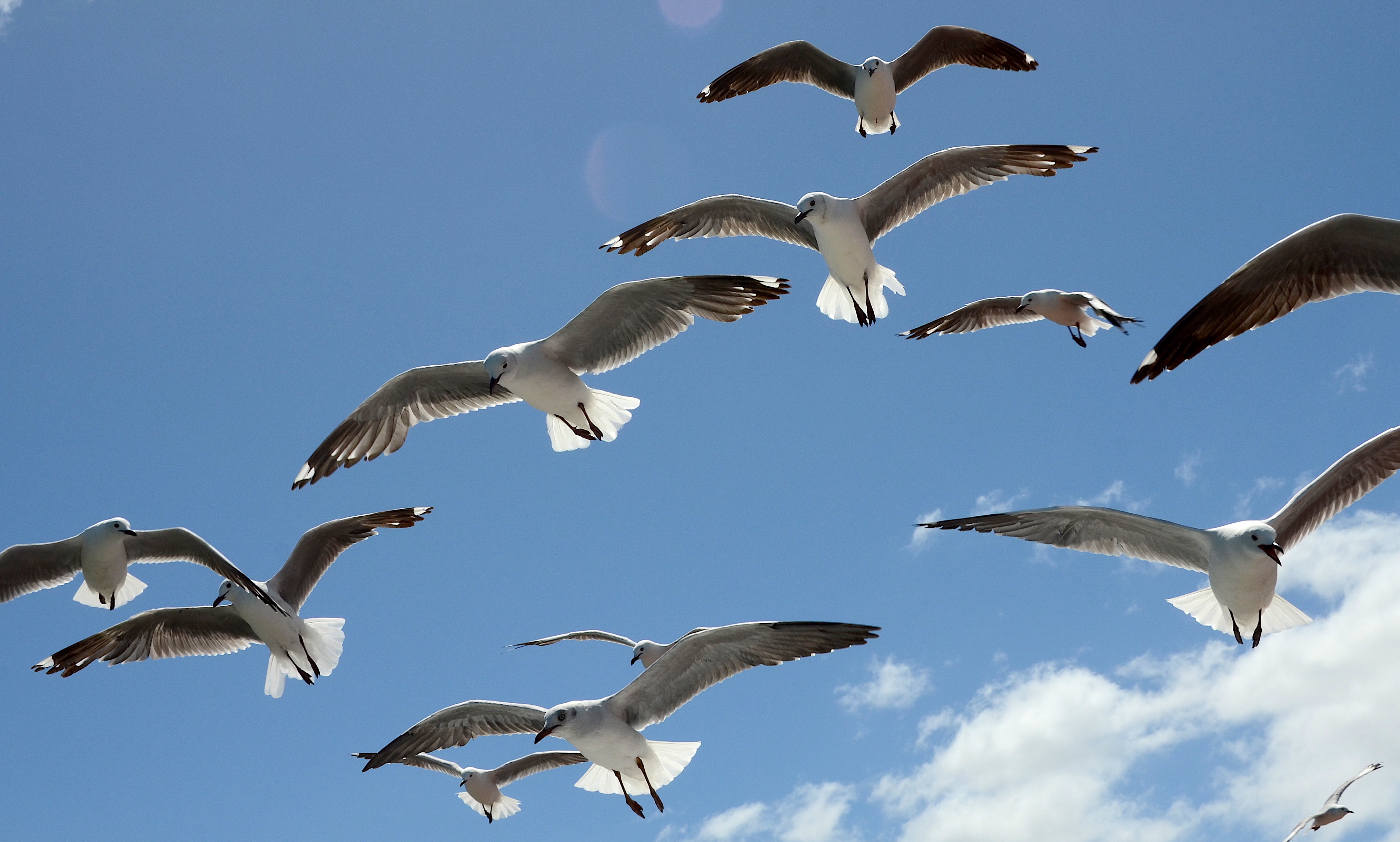
Gut sichtbare, ausgebreitete Schwungfedern und Steuerfedern fliegender Hartlaubmöwen

Federn (lateinisch pennae, Singular penna) sind von der äußeren Haut der Vögel (und fossiler gefiederter Dinosaurier) gebildete, im fertigen Zustand leblose Strukturen aus Keratin, die zusammen als Gefieder oder Federkleid die wesentliche äußere Oberfläche bilden und im Kiel durch Gefäße und Gewebe mit der Haut verbunden sind. Der Wissenschaftszweig, der sich mit Federn befasst, wird Plumologie genannt.
Federn schützen die Vögel einerseits vor Wasser und Kälte und statten sie andererseits mit Farben aus, die sowohl zur Tarnung gegen Feinde als auch als Mittel der visuellen Kommunikation dienen. Hinzu kommt die feste Kontur, die sie dem Vogel verleihen, und die Unterstützung der Flugfähigkeit. Obgleich eine einzelne Feder von äußerst geringem Gewicht ist, wiegt das Gefieder eines Vogels etwa doppelt so viel wie sein Skelett.

## Etymologie
Das altgerm. Substantiv mhd. veder[e], ahd. fedara beruht auf der idg. Wurzel pet- „auf etwas los- oder niederstürzen, hinschießen, fliegen“.

## Arten der Federn

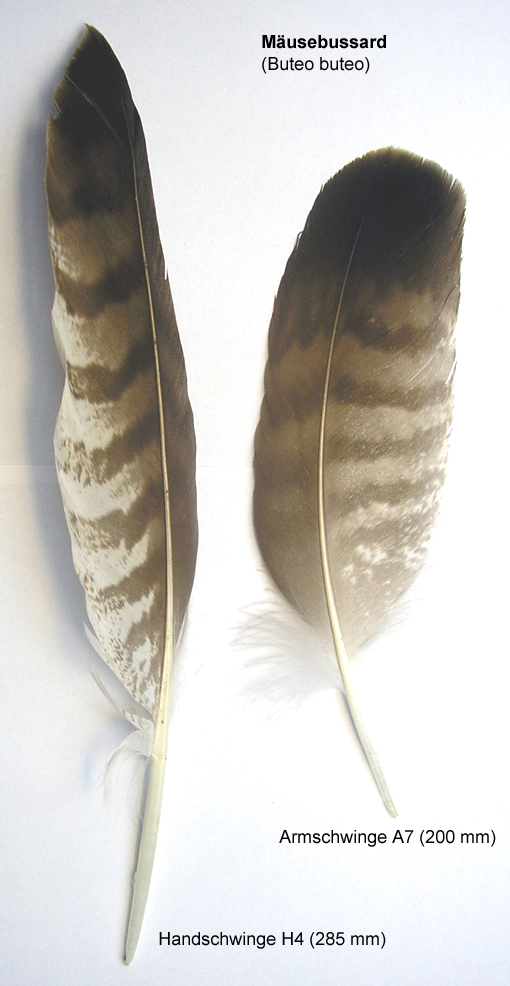
Schwungfedern des Mäusebussards

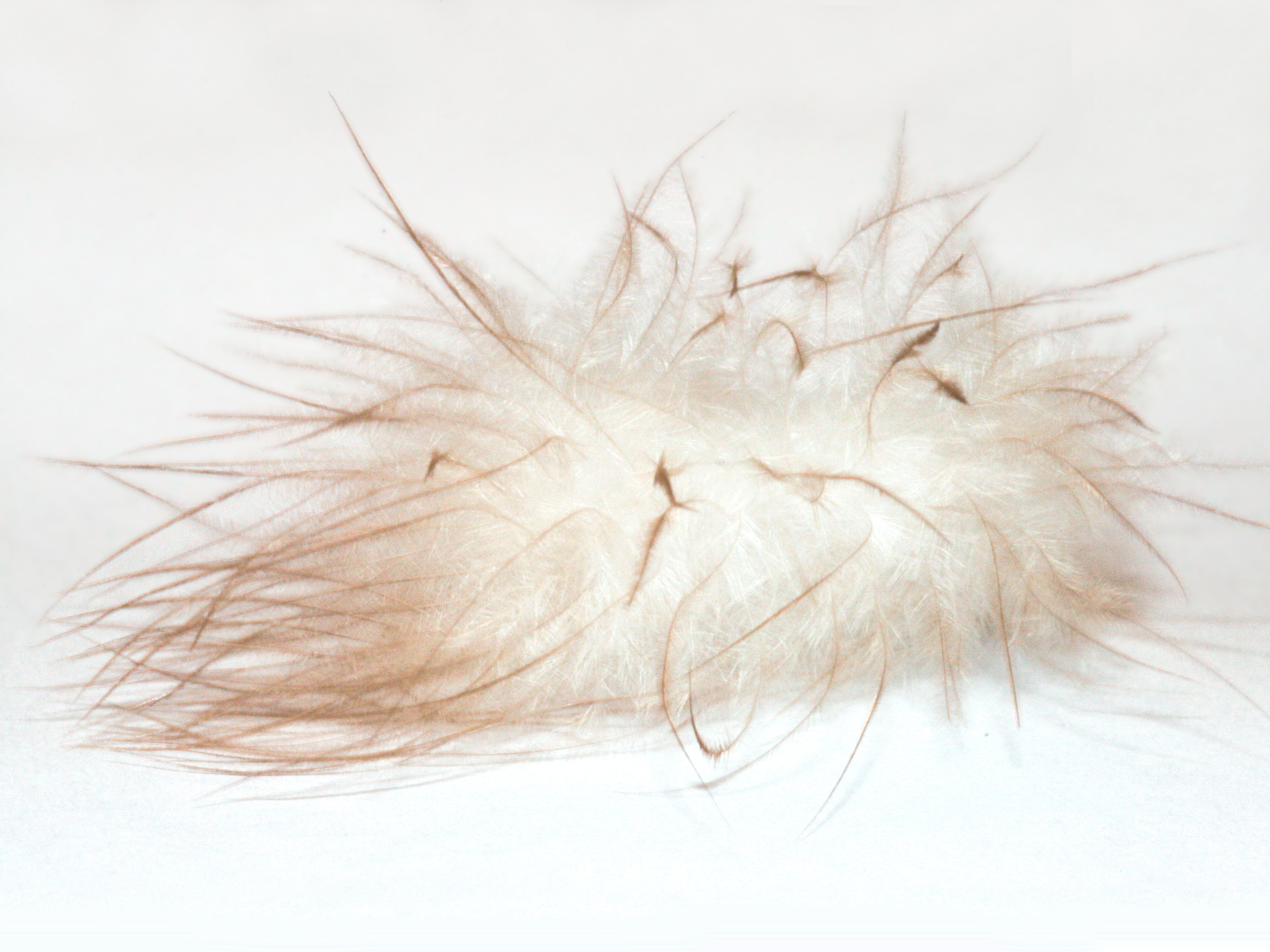
Daune

Es gibt zwei grundsätzliche Arten der Federn, die sich im Bau unterscheiden. Dies sind zum einen die Konturfedern, die das Äußere des Körpers umfassen, zum anderen die unter den Deckfedern befindlichen Unterfedern (auch Daunen oder Dunen), die als wärmedämmende Schicht wirken. Die Deckfedern schützen die Daunenfedern vor Nässe.

### Konturfedern
Die Konturfedern (Pennae conturae) werden funktionell weiter unterteilt in:
- Körperfedern (Pennae conturae generales): die Deckfedern des Rumpfes
- Schwungfedern (Remiges): Sie bilden die eigentliche Tragfläche des Flügels an Hand (Handschwingen) und Unterarm (Armschwingen)
- Steuerfedern (Rectrices): die Schwanzfedern
- Deckfedern (Tectrices): die übrigen Federn an Flügel und Schwanz

### Unterfedern
Die Daunen oder Dunen (Plumae) bilden das Unterkleid. Bei einigen Vögeln (z. B. Laufvögeln) sind sie nicht vorhanden.
Die Nestlingsdunen, das Federkleid der Jungvögel, sind keine echten Daunen, sondern modifizierte Konturfedern. Sie schützen ebenfalls vor Kälte.

### Spezialfedern
Neben diesen beiden Grundtypen gibt es noch verschiedene Spezialfedern:
- Halbdunen (Semiplumae): Sie stehen im Bau zwischen Konturfedern und Dunen und befinden sich am Übergang zu den Bezirken ohne Körperfedern.
- Faden-, Pinsel- oder Haarfedern (Filoplumae): Ihre Follikel sind gut innerviert, sie dienen der Propriozeption der Federstellung. Fadenfedern fehlen den Straußenvögeln und Kasuaren.
- Borstenfedern (Setae): Sie ersetzen die Augenwimpern, bei einigen Vogelarten sind sie als Nasalborsten auch an den Nasenlöchern ausgebildet.
- Puderfedern (Pulviplumae): Sie sind bei einigen Vögeln (z. B. Tauben, Wasservögel) vorhanden und produzieren einen feinen, wasserabweisenden Staub aus Keratingranulat.

## Aufbau

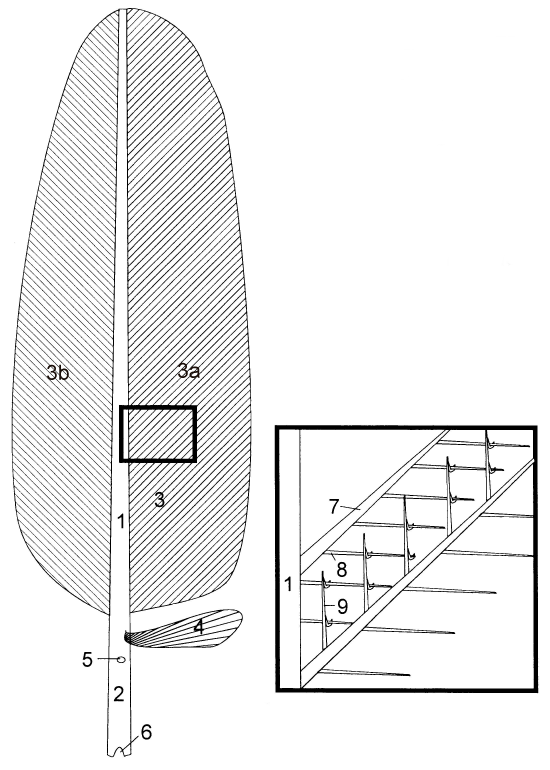
Schematischer Bau der Konturfeder: 1 Schaft, 2 Spule, 3 Fahne (3b Außen-, 3a Innenfahne), 4 Nebenfeder, 5 oberer Nabel, 6 unterer Nabel, 7 Federast, 8 Bogenstrahl, 9 Hakenstrahl

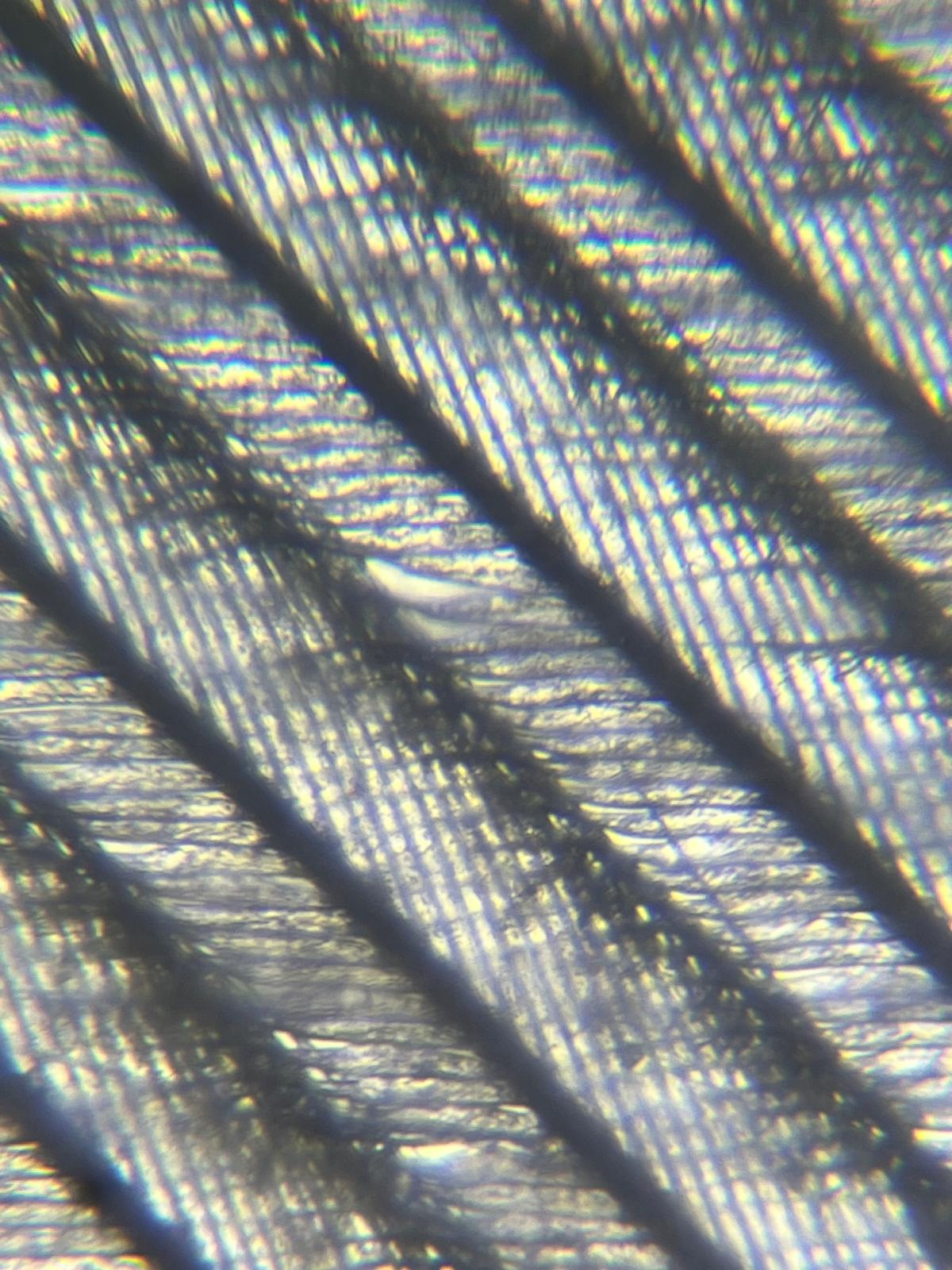
Feder unter dem Lichtmikroskop

### Konturfedern
Die Konturfedern bestehen aus einem langen und festen Federkiel (Scapus pennae) sowie einer Federfahne (Vexillum pennae), die aus der schmalen Außenfahne (Vexillum externum) und der breiten Innenfahne (Vexillum internum) gebildet wird. Der Kiel wird weiter unterteilt in den Federschaft (Rhachis pennae oder Rachis) und die Federspule (Calamus pennae). An der Spule gibt es zwei Öffnungen: einen oberen Nabel (Umbilicus distalis) und einen unteren (Umbilicus proximalis).
Vom Federschaft gehen nach vorn und hinten Federäste (Barbae oder Rami) aus, von welchen jeweils wieder Bogenstrahlen (Barbulae proximales) und Hakenstrahlen (Barbulae distales) entspringen. An den Hakenstrahlen sitzen feine Häkchen, die sich mit den Bogenstrahlen des benachbarten Federastes verhaken und somit die notwendige Steifheit und Festigkeit der Federfahne herstellen.

### Übrige Federn
Die Daunen (oder Dunen) haben nur einen kurzen Schaft sowie Bogen- und Hakenstrahlen (Dunenäste oder Dunenstrahlen), die nicht miteinander verhakt sind, so dass keine Federfahne entsteht. Die Spezialfedern besitzen nur einen Schaft und ein Büschel kurzer, nicht verzahnter Äste.

## Gefieder

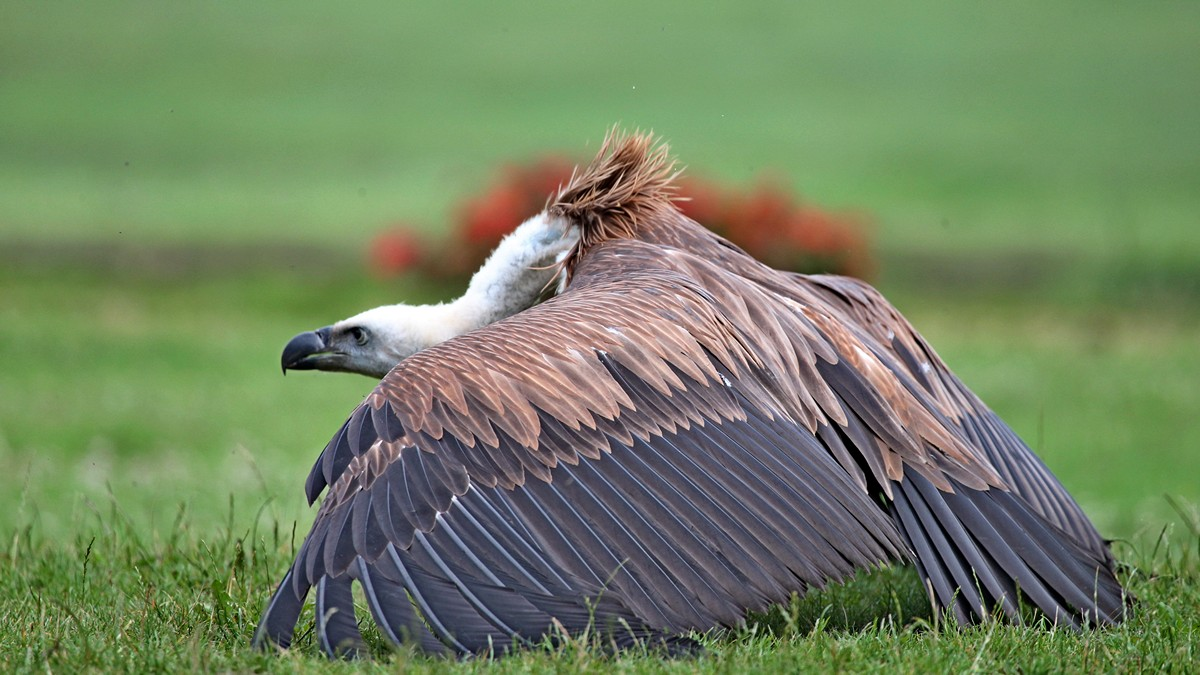
Gefieder eines Gänsegeiers

Die Gesamtheit der Federn wird als Federkleid, Befiederung oder Gefieder bezeichnet.

### Verteilung der Federn auf dem Körper
Die Federn sind nicht gleichmäßig auf dem Körper verteilt. Sie überlappen sich derartig geschlossen, dass dies von außen nicht sichtbar ist. Es werden unterschieden:
- Federraine (Apteriae): Bezirke ohne Körperfedern
- Federfluren (Pterylae): Bezirke mit Körperfedern

Eine Ausnahme sind z. B. Pinguine, bei denen der Körper gleichmäßig mit Federn bedeckt ist.

### Dunenkleid, Juvenilkleid und Adultkleid
Die Jungen einiger Familien der Vögel schlüpfen nackt, z. B. bei Bienenfressern, Eisvögeln, Kuckucksvögeln, Racken, Spechten und Seglern. Die Jungen der anderen Familien sind beim Schlupf mit Dunen bedeckt. Diese Nestlingsdunen sind keine echten Daunen, sondern modifizierte Konturfedern. Das Dunenkleid ist bei Nesthockern meist einfarbig und weniger dicht als bei Nestflüchtern, bei denen es deutlich stärkere Tarnungs- und Isolationsfunktion hat.
Die aus denselben Papillen wachsenden Konturfedern schieben die Dunen heraus. Auf das Dunenkleid folgt damit das Juvenil- oder Jugendkleid. Dieses wird mit der ersten Mauser ersetzt durch das Adultkleid (Alterskleid) oder weitere Jugendkleider wie z. B. bei Seeadlern oder größeren Möwen. Dunen- und Jugendkleid unterscheiden sich häufig farblich erheblich vom Gefieder der Altvögel.

### Prachtkleid und Schlichtkleid
Mit dem Eintritt in die Brutsaison wechseln Männchen einiger Vogelarten mit einem Saisondimorphismus in ein auffällig gefärbtes Prachtkleid (auch Brut- oder Sommerkleid). Es dient der Partnerwerbung und der Revierabgrenzung. Nach Beendigung der Paarungszeit wechseln diese dann in ein unauffälligeres Schlichtkleid (auch Ruhe- oder Winterkleid), das eine bessere Tarnung und damit einen besseren Schutz vor Fressfeinden bietet.

## Färbung

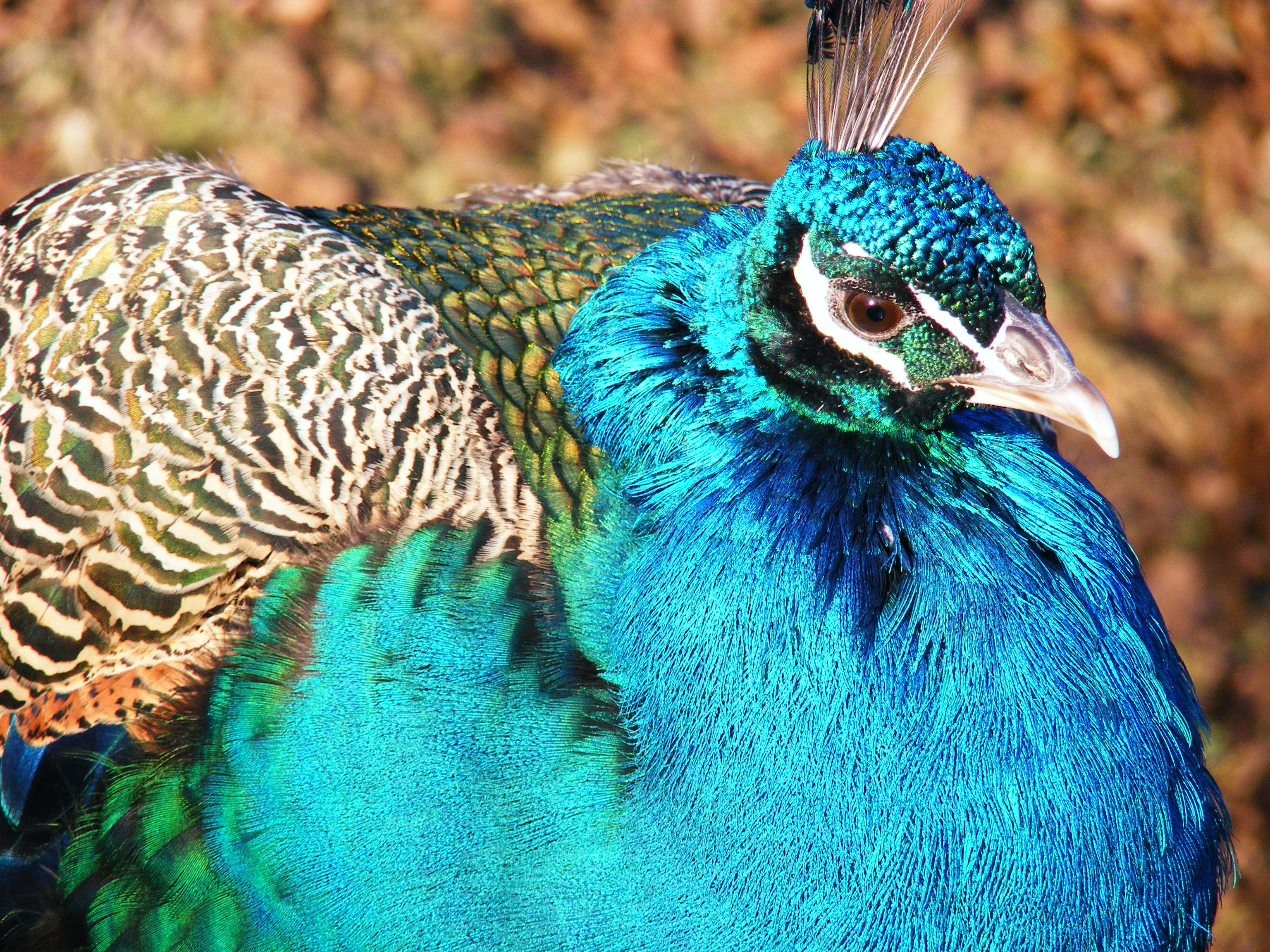
Gefieder des Blauen Pfaus

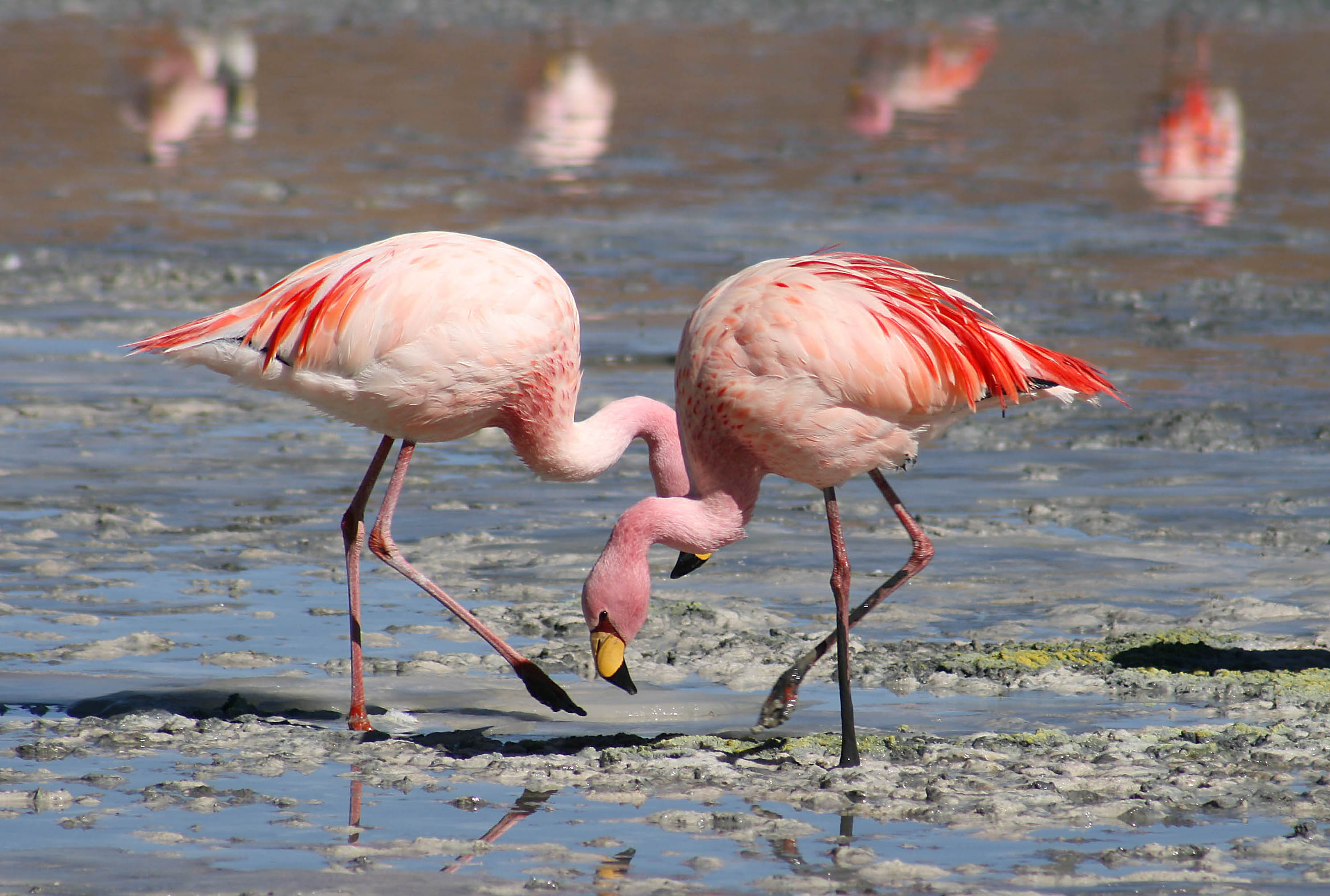
James-Flamingos, Bolivien

Die Färbung der Federn wird vor allem durch das braune bis schwarze Pigment Melanin hervorgerufen. Weitere Pigmente sind Carotinoide und Porphyrine. Durch das Zusammenwirken der Lichtabsorption dieser Pigmente mit den lichtreflektierenden Lufteinlagerungen in den Federn entstehen verschiedenste Farben. Der oft schillernde Effekt beruht auf Interferenzen an den regelmäßigen Feinstrukturen der Feder (siehe Strukturfarben).
Die Färbung kann auch durch Abnutzen der farblich abgesetzten Federspitzen und durch Auftragen eines Farbstoffes verändert werden. So kann das körpereigene, bräunliche Sekret der Bürzeldrüse aufgetragen werden. Die Orangefärbung des Adultkleides der Bartgeier entsteht durch Bäder in eisenhaltigem Schlamm.
Daneben weist das Gefieder vieler Vögel eine für das menschliche Auge nicht sichtbare Musterung im ultravioletten Bereich auf. In vielen Fällen ist dabei von einer innerartlichen Signalwirkung der Ultraviolettreflexionen auszugehen, beispielsweise bei der Partnerwahl. Viele Vögel können ultraviolettes Licht wahrnehmen, aber nicht alle, beispielsweise keine nachtaktiven Vögel. Es besteht dabei eine Korrelation zwischen der Fähigkeit einer Art zur Wahrnehmung ultravioletten Lichts und dem Vorhandensein eines Reflexionsmaximums des Gefieders im ultravioletten Spektrum.
Ein besonderes Phänomen ist die Rosa- bis Rotfärbung der eigentlich von Natur aus weiß gefiederten Flamingos. Die Rosafärbung des Gefieders ist auf die Aufnahme von Carotinoiden mit der Nahrung zurückzuführen. Diese sind vor allem in planktonischen Algen enthalten. Der Flamingo-Organismus kann diese Carotinoide mit Hilfe von Enzymen in der Leber umwandeln; dabei entstehen mehrere Pigmente, vor allem Canthaxanthin, das in Haut und Federn ausgewachsener Flamingos eingelagert wird. Jungvögel haben ein graues Gefieder mit keinen oder nur wenigen rosa Pigmenten. Die häufig unnatürliche Ernährung von Zoo-Flamingos führt dazu, dass diese dort ein eher weißes Gefieder haben.

## Entwicklung der Vogelfeder

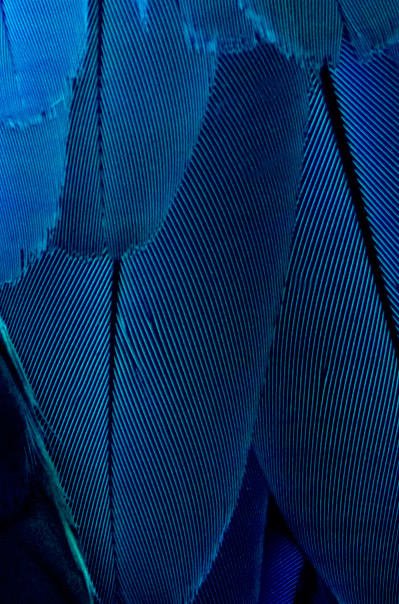
Federstruktur eines Gelbbrustaras

Federanlagen werden etwa ab dem 5. Lebenstag (im Ei) entwickelt. Aus der Epidermis wachsen Zapfen, die sich später in die Haut einsenken und die Follikel oder Federbälge bilden. Sind diese fertig, bestehen sie aus einem zentralen Zapfen, der Papille, die von Epidermis umhüllt ist. Die Zellteilungen, aus denen die Feder hervorgeht, finden an der Basis des Follikels statt, der Bildungszone (Epidermiskragen). Das bedeutet, dass die am weitesten differenzierten Teile der wachsenden Feder am distalen Ende (oben) liegen. Die oberste Zellschicht der Epidermis teilt sich nach außen hin und verhornt, d. h. die Zellen keratinisieren und sterben ab. Dadurch wird eine Schutzhülle um die Papille gebildet, die Federscheide. Diese ist zunächst distal geschlossen, die Federäste liegen zu diesem Zeitpunkt noch darin. Die Feder wird in der typischen Form mit einem Schaft und den Seitenästen gebildet, wobei allerdings erst spiralig die Seitenäste am Rand der Bildungszone gebildet werden und diese danach zentral zum Schaft verschmelzen. Die Federscheide schützt auch später den unteren Teil der Rhachis mit Seitenästen und die gut durchblutete Bildungszone. Die Federscheide wird auch als Blutkiel bezeichnet, da bei Verletzungen Blut austritt, solange das Federwachstum nicht abgeschlossen ist.
Die genetische Steuerung der Ausbildung der Federn erfolgt durch zwei Gene, die bei Wirbeltieren allgemein als Signalgeber für das Wachstum von Gliedmaßen, Fingern und Hautstrukturen wirken. Dabei handelt es sich um die Gene Shh (Sonic hedgehog) und Bmp2 (Bone morphogenetic protein 2) sowie die dazugehörenden Proteine. Shh regt dabei die Zellteilung der Keratinozyten an, während Bmp2 die Differenzierung der Zellen steuert und die Regulation des Wachstums übernimmt. Durch die Konzentrationsverteilung der beiden Proteine wird außerdem die Ober- und die Unterseite der Feder festgelegt.
Federn werden regelmäßig erneuert in der Periode der Mauser. Während der Mauser wachsen neue Federn aus den gleichen Follikeln, aus denen die alten ausgefallen waren. Dabei ist dieselbe Bildungszone wieder aktiv.

## Krankheiten und Entwicklungsstörungen
- Featherduster
- Federbalgzyste
- Federmilben
- Französische Mauser
- Psittacine Beak and Feather Disease

## Evolution der Vogelfeder

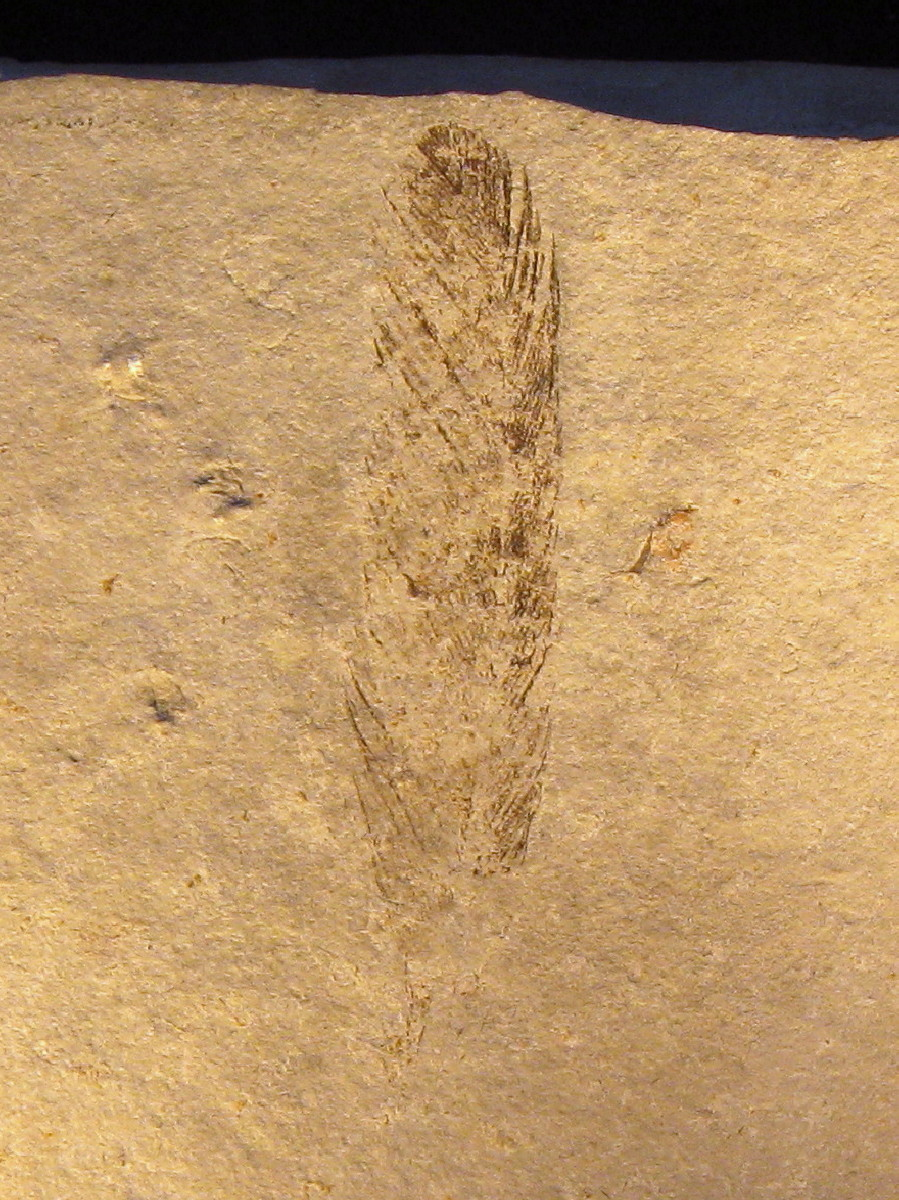
Fossile Feder von Archaeopteryx

Stadien in der Evolution der Feder:
1 Einzelfilament,
2 Mehrere an der Basis verbundene Filamente,
3 Mehrere an ihrer Basis mit einem zentralen Schaft verbundene Filamente,
4 Mehrere Filamente entlang der Länge des Schaftes,
5 Mehrere Filamente, die dem Rand einer Membranstruktur entspringen,
6 Asymmetrische Deckfeder vom Flügel mit Schaft, Widerhaken und Stacheln,
7 Asymmetrische Deckfeder mit einem ebenfalls asymmetrischen (gebogenen) Schaft,
8 Undifferenzierte Fahne mit Schaft

Die verbreitete Ansicht, dass Federn eine Weiterentwicklung der Hornschuppen der Reptilien sind, ist durch die Erkenntnisse der letzten Jahre revidiert worden. Heute weiß man, dass es sich bei der Feder, wie auch bei dem Haarkleid der Säugetiere, um eine eigenständige Entwicklung handelt, die mit den Schuppen der Reptilien nicht homolog ist.
Die Evolution der Vogelfeder fand wahrscheinlich in mehreren Schritten statt. Fossile Federn geben darüber allerdings keinen Aufschluss, da die wenigen fossilen Zeugnisse von Federn bereits sehr weit entwickelte Vogelfedern zeigen. So besaß etwa der Urvogel Archaeopteryx aus dem späten Oberjura (Tithonium, ca. 150,8 bis 145,5 mya) bereits Deckfedern, die denen der heutigen Vögel entsprechen. Insbesondere sind die Federn, die nicht auf der Körperachse liegen, asymmetrisch geformt, was der Aerodynamik zugutekommt (und daher umgekehrt auf die Flugfähigkeit des Tieres schließen lässt).
Trotzdem ist anzunehmen, dass eine solch komplexe Struktur nicht in einem Schritt entstanden sein kann. Die Fossilfunde gefiederter Dinosaurier, wie z. B. Caudipteryx oder Sinornithosaurus zeigen verschieden weit entwickelte Vorstufen (Protofedern) und bestätigen damit diese Theorie. Die Vogelfeder entstand nach Ansicht von Richard O. Prum und Alan H. Brush im Laufe der Evolution über mehrere Schritte:
1. Die ersten Federn waren wahrscheinlich Hohlstäbe, die auch den ersten Schritt in der Entwicklung heutiger Federn darstellen. Diese Vorstufe der Federn werden bereits bei einer Reihe von Dinosauriern angenommen, die der Gruppe der Theropoden angehören (zu der auch die Vögel zählen), und konnten bei dem Fund des Sinosauropteryx auch nachgewiesen werden. Diese Hohlstäbe entstanden zusammen mit dem Epidermalkragen.
2. Das nächste Stadium stellt eine Büschelfeder dar, die der heutigen Daune ähnelt, aber die Nebenäste auf den Verzweigungen noch nicht ausgebildet hat. Einher mit der Evolution dieses Typs geht die Differenzierung des Epidermalkragens.
3. Im dritten Stadium wird eine Trennung der beiden Federtypen angenommen. So soll hier die Deckfeder mit dem Federschaft entstanden sein, die aber noch keine verhakten Nebenstrahlen aufweist, außerdem die mit Nebenstrahlen versehene Daunenfeder, die noch heute zu finden ist. In Kombination der beiden könnte bereits die erste Deckfeder mit Nebenstrahlen entstanden sein.
4. Im vorletzten Stadium entstand die Deckfeder mit der ineinander verzahnten Fahne. Diese war im Gegensatz zu heutigen Federn symmetrisch aufgebaut und entspricht den heutigen Konturfedern des Gefieders. Diese Feder konnte bei den Theropoden Caudipteryx und Sinornithosaurus gefunden werden.
5. Zuletzt entstand die asymmetrische Flugfeder, die den aktiven Flug ermöglichte und dem Vorläufer der Schwungfedern heutiger Vögel entspricht. Bereits Archaeopteryx besaß diese Feder.

Im Gegensatz zu dieser Theorie wurden in französischem Bernstein Federn gefunden, in denen von einem zentralen Schaft nach zwei Seiten Nebenstrahlen abzweigen, die nicht durch Haken- und Bogenstrahlen miteinander verbunden sind. Der Schaft der Feder besteht aus noch unvollständig miteinander verschmolzenen Nebenstrahlen.
Josef H. Reichholf vertritt die Ansicht, dass es sich bei den Federn ursprünglich um ein Abfallprodukt des Stoffwechsels gehandelt habe – der Körper der Tiere hätte auf diese Weise überflüssige oder gar giftige schwefelhaltige Verbindungen ausgeschieden.

## Federn in Mythologie, Brauchtum und Heraldik
- Bereits in der Religion der Ägypter hatten Federn eine sakrale Bedeutung. Nach dem Tod einer Person wurde ihre Seele mit der Feder der Maat aufgewogen. Welche Seele so leicht war, wie die Feder, war von keinen Sünden belastet. In der ägyptischen Hieroglyphenschrift stand deshalb die Feder für die Wahrheit.
- Die Feder war in den sakralen Vorstellungen vieler Völker ein Symbol des Elements Luft.
- In der römischen Religion wurden in den Heiligtümern der Juno Federn und Federschmuck verwendet.
- In der keltischen Mythologie kam der Feder des Zaunkönigs besondere Bedeutung zu: Dieser galt als heiliges Tier der Göttin Mana. Alljährlich wurden deshalb auf der Isle of Man die Zaunkönige mit einer großen Zeremonie getötet und ihre Federn anschließend als Schutz an die Seeleute verteilt. Ein Fabelwesen mit Federkleid in Irland ist der Augurey.
- In der Region Bayern, Tirol und Salzburg gab es den Brauch der Schneidfeder. Im späten 19., frühen 20. Jahrhundert gingen die Burschen in der Freizeit mit einer geraden weißen Hahnenfeder am Strohhut aus. Der Ausdruck Schneid bezieht sich auf die Sensenform der Feder, steht aber auch für Mut und Verwegenheit. Wenn sich zwei Burschen in die Haare gerieten, wurde nicht selten um die Schneidfeder gerauft.[12]
- Das Wappen der polnischen Landgemeinde Strawczyn zeigt eine Feder. In Groß Santersleben handelt es sich um fünf große und fünf kleine fächerartig gebundene goldene Pfauenfedern.
- Federn tauchen in einer bekannten Redewendung auf: „sich mit fremden Federn schmücken“.
- Auch im Märchen „Frau Holle“ spielen Federn eine wichtige Rolle.
- Die Feder hat als Schreibgerät hohen Symbolwert und steht für Bildung und Wissenschaft. Die Redewendung „Die Feder ist mächtiger als das Schwert“ spiegelt die Bedeutung des geschriebenen Wortes wider.

## Nutzung

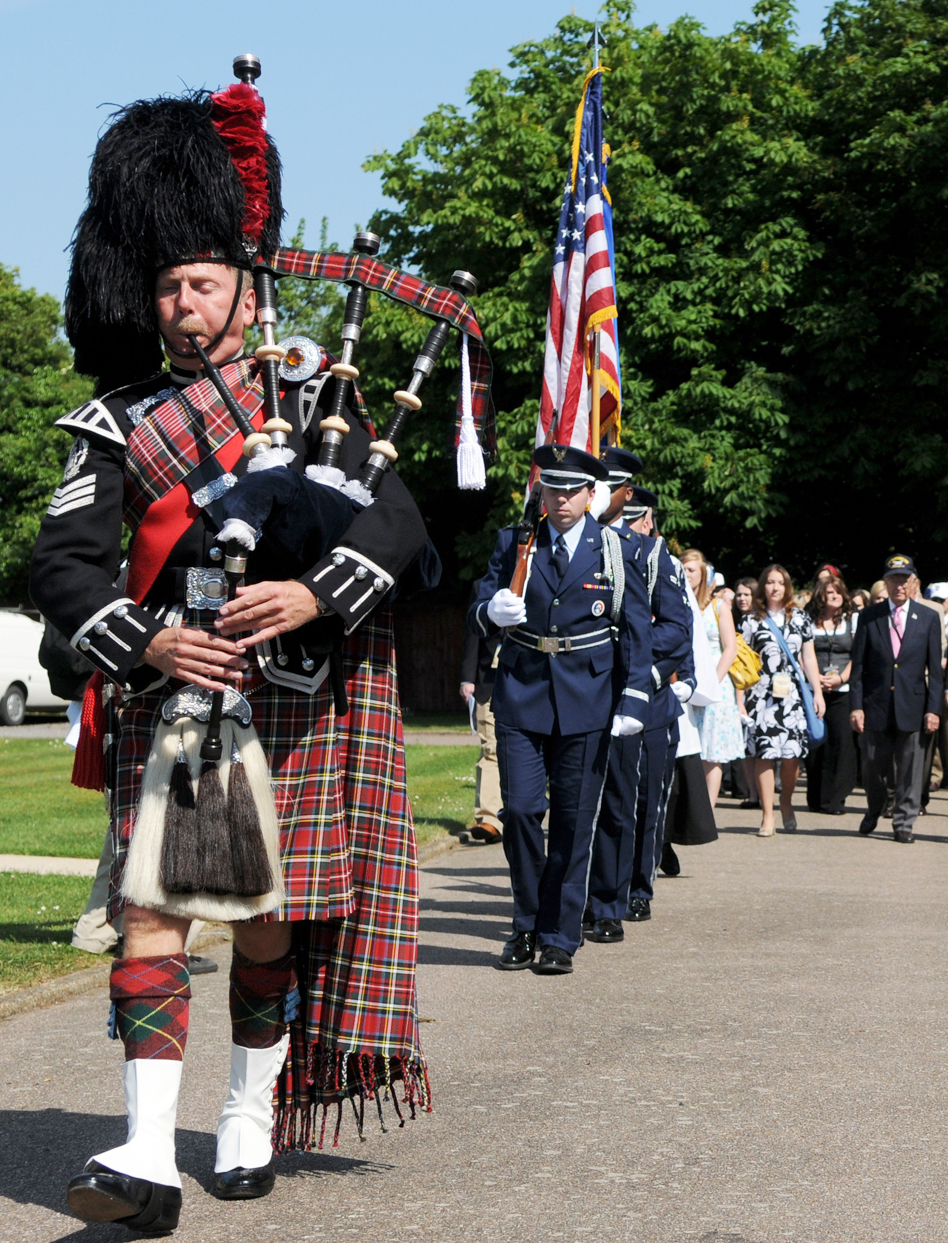
Federn als Schmuck an einer militärischen Kopfbedeckung

Federn werden seit alters her für die Füllung von Kissen, Jacken usw. verwendet. Vor allem in der Vergangenheit wurden Federn auch als Zierschmuck genutzt, zum Beispiel für Hüte (siehe Federschmuck). Federkiele dienten früher als Schreibgerät.
Federn wurden und werden zur Befiederung von Pfeilen verwendet.
Hühnerfedern enthalten mehr als 80 % Protein – genauer Keratin. Die Hydrolyse liefert L-Cystin und ein Proteinhydrolysat, aus dem kommerziell Aminosäuren gewonnen werden.

## Anwendung in der Bionik
Forschungen aus dem April 2009 der Universität Genua zeigen, dass Federn geeignet sind, den Luft- und Wasserwiderstand von Flugzeugen und Unterwasserfahrzeugen deutlich zu senken. Solche Fahrzeuge könnten mit Federn bedeckt deutlich effizienter betrieben werden. Der italienische Wissenschaftler Alessandro Bottaro und seine Mitarbeiter untersuchten die Funktion der unscheinbaren Deckfedern von Vogelflügeln. Sie stellten fest, dass beim Gleiten der Vögel einige der Federn in bestimmten Winkeln vom Flügel abstehen und den Luftstrom in Schwingungen versetzen. Um die Auswirkungen zu untersuchen, hatten die Forscher ein zylindrisches Objekt (20 cm Durchmesser) mit synthetischen Deckfedern bedeckt und im Windkanal getestet. Ergebnis war eine Reduzierung des Luftwiderstandes um 15 %.